# Stefan Zrinzo Azzopardi
Stefan Zrinzo Azzopardi, né le 23 septembre 1973, est un homme politique maltais.
Depuis janvier 2024, il est ministre des Terres et de la Mise en œuvre du programme électoral dans le cabinet du Premier ministre Robert Abela,.
Il est élu pour la première fois député de la 5e circonscription électorale (Birżebbuġa, Ħal Farruġ, Ħal Kirkop, Ħal Safi, Mqabba, Qrendi, Żurrieq) en 2017.

## Carrière
Zrinzo Azzopardi est avocat, exerçant principalement en droit commercial et civil depuis 2000. En mai 2013, il est nommé président de la Grand Harbour Regeneration Corporation, poste qu'il occupe jusqu'en janvier 2020. Durant son mandat, la Société est responsable de l'achèvement de plusieurs projets conçus par l'architecte Renzo Piano, notamment le nouveau bâtiment du Parlement, l'entrée de la capitale de La Valette et, plus tard, la place Castille. La même société supervise un projet de régénération financé par l'UE dans la partie basse de La Valette.

## Politique
Zrinzo Azzopardi est membre du Parti travailliste. Il est actif en politique depuis 1996, au sein de la communauté locale et du parti. En 2003, il est élu président du Parti travailliste de l'époque et, au cours de son mandat, il supervise diverses réformes structurelles, notamment l'introduction de statuts en 2008, ce qui revitalise et modernise le parti.
En juin 2017, Zrinzo Azzopardi est élu député de la 5e circonscription électorale. Il est président du Comité d'examen des projets de loi.
En janvier 2020, Zrinzo Azzopardi est nommé secrétaire parlementaire chargé des Fonds européens, un secrétariat qui fait désormais partie du cabinet du Premier ministre.